# Egbert
Egbert (769 o 771 – 839) fou rei de Wessex (Anglaterra) des del 802 fins a la seva mort el 839. Era fill del rei Ealhmund de Kent, que era descendent d'Ine de Wessex. En la dècada del 780, Egbert fou desposseït dels seus drets al tron i enviat a l'exili per Offa de Mèrcia i Beorhtric de Wessex. Egbert va ser acollit a la cort dels francs on, segons diu Guillem de Malmesbury, va aprendre l'art de governar. Després de la mort d'Offa, el 802, Egbert va poder tornar i prendre possessió del tron.

Regnes a la Gran Bretanya cap a l'any 800

Poca cosa es coneix dels primers vint anys del regnat d'Egbert, però es creu que, si més no, va aconseguir mantenir la independència del seu regne respecte de Mèrcia, que aleshores tenia la supremacia sobre tots els altres reialmes del sud d'Anglaterra. El mateix dia de la seva coronació, Hwicce que en aquella època era una regió de Mèrcia va atacar amb un exèrcit liderat per un ealdorman anomenat Æthelmund. Weohstan, possiblement un cunyat d'Egbert, els va sortir a l'encontre i els va derrotar, encara els líders de cada bàndol van morir.
L'any 815 Egbert va atacar el que quedava del territori de Dumnònia, però els britans no es donaven per vençuts i deu anys després es van revoltar.
El 825, Egbert derrotà Beornwulf de Mèrcia a la batalla d'Ellandun, de manera que acabà amb la supremacia de Mèrcia, i s'apoderà de les antigues dependències de Mèrcia al sud-est d'Anglaterra. El 829, Egbert derrotà Wiglaf de Mèrcia i l'expulsà del seu regne, cosa que li permeté controlar-lo temporalment. Poc després, Egbert rebé la submissió del Regne de Northúmbria, probablement amb Eanred com a representant, de manera que la Crònica anglosaxona el definí com a bretwalda, o "senyor de Bretanya".
Egbert fou capaç de conservar la seva posició dominant fins que Wiglaf recuperà el tron de Mèrcia. Tanmateix, Wessex va seguir controlant els regnes de Kent, Sussex i Surrey, territoris que posà sota el control del seu fill Æthelwulf en qualitat de virrei. Quan morí Egbert, Æthelwulf el succeí com a rei de tots els seus dominis. Els regnes conquerits al sud-est foren finalment annexionats per Wessex quan morí Æthelwulf, el 858.